# Unemployed and Unemployable
Unemployed and Unemployable è un cortometraggio muto del 1908 diretto da Lewin Fitzhamon.

## Trama
Un tizio viene licenziato per aver rotto una finestra e aver fracassato delle stoviglie e poi finisce in carcere.

## Produzione
Il film fu prodotto dalla Hepworth.

## Distribuzione
Distribuito dalla Hepworth, il film - un cortometraggio di 68,6 metri - uscì nelle sale cinematografiche britanniche nel dicembre 1908.
Si conoscono pochi dati del film che, prodotto dalla Hepworth, fu distrutto nel 1924 dallo stesso produttore, Cecil M. Hepworth. Fallito, in gravissime difficoltà finanziarie, il produttore pensò in questo modo di poter almeno recuperare il nitrato d'argento della pellicola.